# 丹麦—塞尔维亚关系
丹麦－塞尔维亚关系是丹麦和塞尔维亚的外交关系。丹麦在塞尔维亚的贝尔格莱德设有使馆，塞尔维亚在丹麦的哥本哈根设有使馆。2010年11月，丹麦议会议长托尔·彼泽森说，丹麦完全认可塞尔维亚加入欧洲联盟的努力，他对塞尔维亚到目前阶段为止的进展感到满意。丹麦与塞尔维亚都是歐洲安全與合作組織的成员国。2016年3月，丹麦驻塞尔维亚大使馆负责人莫滕·斯科夫高·汉森表示，「丹麦非常認可並支持塞尔维亚改革取得進展」。

## 经贸关系
2004年，丹麦和塞尔维亚之间的贸易额达3700万美元。
塞尔维亚啤酒厂嘉士伯塞爾維亞自2003年起由丹麦嘉市伯集團所有。它以标志性品牌狮子啤酒而闻名。
2012年2月11日，丹麦和塞尔维亚签署了900万欧元的水果生产协议。此外，据丹麦大使称，塞尔维亚已经成为重要的浆果生产国。
越来越多的丹麦公司，例如葛蘭富和Ergomade，都在塞尔维亚建立了生产设施，以利用廉价的生产力，並關停国内更昂贵的生产线。丹麦大使馆以「利于在塞尔维亚创造就业机会」为由，积极支持这种外包行为。

## 战略伙伴
丹麦与塞尔维亚在生物质能、沼气、风能和农业等方面展開合作。塞尔维亚是丹麦最大的军事合作伙伴。
丹麦大使馆自2015年10月以来由丹麦驻塞尔维亚大使馆负责人莫滕·斯科夫高·汉森领导，他还利用公共资金为塞尔维亚记者访问丹麦提供便利。塞尔维亚在新闻界的評級是「部分自由」。

## 在丹塞尔维亚族
有許多塞爾維亞族人住在丹麥。著名的有哥本哈根足球會和奥胡斯体操协会俱乐部的運動員安德里亚·帕夫洛维茨和亚历山大·约瓦诺韦奇，還有演員德扬·丘尔契奇和达妮察·丘尔契奇等。
隨著塞爾維亞的經濟狀況惡化，越來越多的塞爾維亞人爲尋求更好的機會而背井離鄉，例如不少塞爾維亞人前往丹麥謀生。
2016年9月，丹麦警方發現了一名失联黑帮成员的部分殘肢，並指控一名塞尔维亚国民涉嫌谋杀。丹麦警方拘留的其他塞尔维亚人包括米奥德拉格·约基奇、兰科·切西奇和拉多斯拉夫·布尔贾宁，他们都曾因在南斯拉夫解體期间犯下的战争罪而服刑。
塞族共和國總統拉多万·卡拉季奇1970年在丹麥學習過精神病学。